# 孔胤椿
孔胤椿（1571年8月27日—1619年11月14日），清時為避諱雍正帝，寫作衍椿，字懋龄，號震寰，山東曲阜人。孔子第六十五代嫡孫，孔尚賢之子。

## 生平
孔胤椿生于明穆宗隆庆五年（1571年）八月初八，其父衍聖公孔尚賢经常亲自教诲。明神宗经常让孔尚賢留在北京，孔尚賢把曲阜林庙、祭祀的事务交给儿子处理。万历二十二年（1594年）朝廷封他为衍聖公世子。万历四十七年（1619年）孔胤椿到北京看望父亲，返回曲阜途中得病十月初九去世，享年四十九岁。天启五年（1625年），在嗣封的衍圣公孔胤植请求下，明熹宗追封孔胤椿为衍圣公。

## 家庭
- 父衍聖公孔尚賢，生母为側室孙氏。弟孔胤桂，万历二十三年（1595年）去世，孔胤椿收养两个侄女。
  - 妻子殷氏，是武英殿大学士殷士儋的女儿。无子女。

## 参看
- 孔子
- 孔子世系
- 衍聖公